# Patio (rosa)

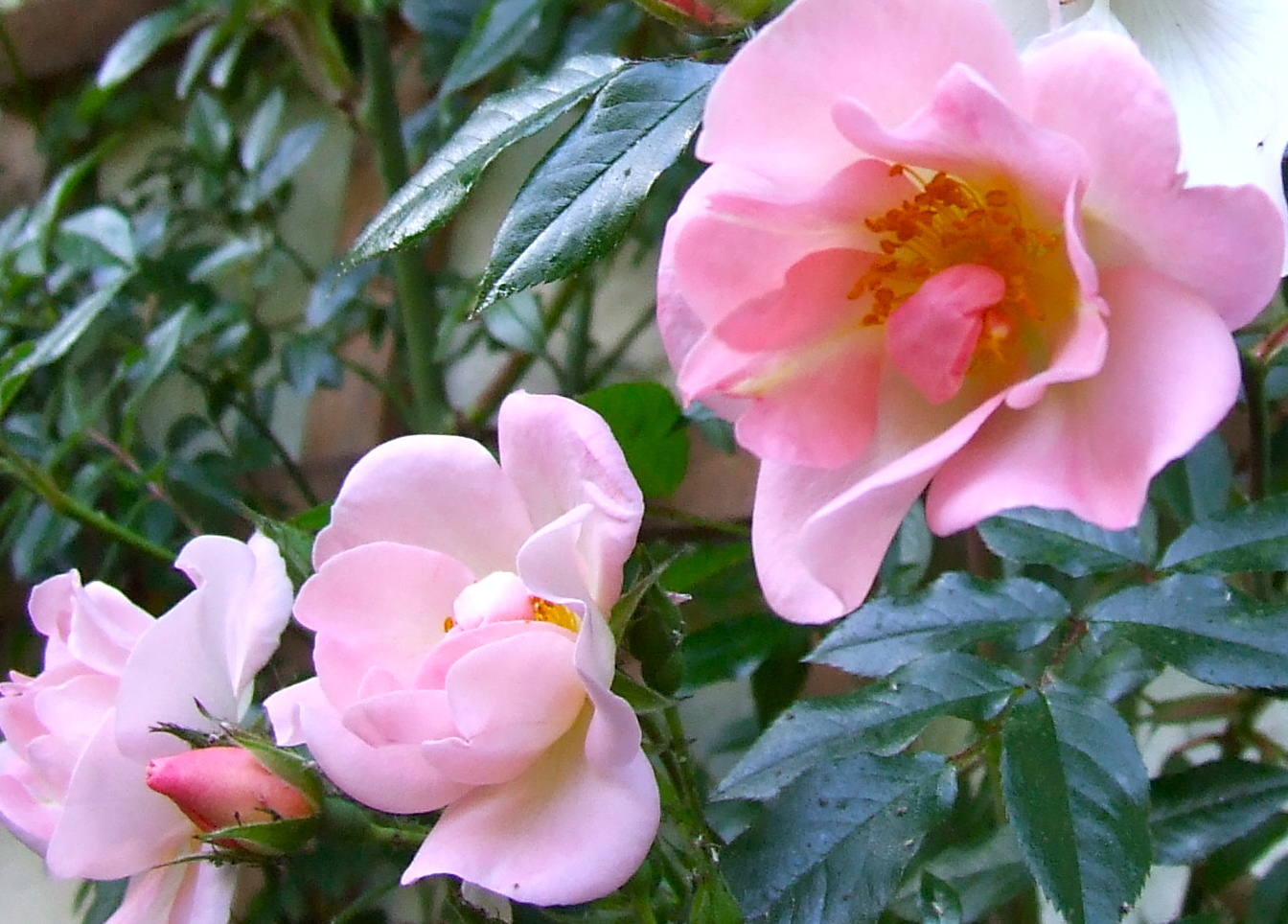
La rosa trepadora de Patio de Chris Warner 'Open Arms' (1995)

El Rosal de Patio, son mutaciones de enanismo de algunas rosas antiguas, y un grupo de híbridos de rosas modernas de jardín.

## Historia
Desde la década de 1970 muchos de los creadores de rosas modernas nuevas se han centrado en el desarrollo de rosas compactas (típicamente 1' a 3' en altura y anchura) que son adecuados para pequeños jardines, terrazas y contenedores. Estos combinan características de grandes rosas en miniatura y pequeñas floribundas lo que resulta en la clasificación de las "rosas de patio". El Dr. D.G. Hessayon afirma que la descripción "patio roses" surge después de 1996.
Algunos catálogos de rosas incluyen polyanthas antiguas que han resistido el paso del tiempo (por ejemplo, 'Nathalie Nypels', 'Baby Faurax') dentro de su selección de patio. Creadores de rosas, especialmente Chris Warner en el Reino Unido, la creadora danesa Rosa Eskelund y la empresa danesa de Poulsen (bajo el nombre de Patio escaladores) también han creado escaladores de patio, plantas pequeñas de estilo rampante con flores de pies a cabeza y que son adecuados para espacios reducidos.

## Características
Las rosas de Patio están representadas por pequeños arbustos de flor la mayoría con remontancia que tienen un rango de altura que va desde una altura de 35 a 60 cm y anchura igual: 30-60 cm. 
Las rosas de Patio son a menudo comercializadas y vendidas por la industria floral como plantas de interior, pero es importante recordar que estas plantas son descendientes principalmente de arbustos al aire libre nativas a las regiones templadas, por lo que la mayor parte de las variedades de rosa de patio requieren un período anual de latencia fría para sobrevivir.
Son arbustos remontantes. Producen ramilletes compuestos en general por 3-11 flores simples a dobles, que florecen en verano-otoño. 

## Cultivo
Son muy adecuados para bancales, borduras, setos y también para su cultivo en jardineras.
En plantas cultivadas en el terreno: 
Aunque las plantas están generalmente libres de enfermedades, es posible que sufran de punto negro en climas más húmedos o en situaciones donde la circulación de aire es limitada. 
Se desarrollan mejor a pleno sol. En América del Norte son capaces de ser cultivadas en USDA Hardiness Zones 5b a 10b.
En la poda de primavera es conveniente retirar las cañas viejas y madera muerta o enferma y recortar cañas que se cruzan. En climas más cálidos, recortar las cañas que quedan en alrededor de un tercio. En las zonas más frías, probablemente hay que podar un poco más que eso. Requiere protección contra la congelación de las heladas invernales.
En plantas en maceta:
- Humedad, en los rosales de interior en macetas es muy importante una alta humedad del aire.
- Riego, debe ser abundante, dejando que el sustrato de la maceta se seque ligeramente entre 2 riegos.
- Abono, al regar es bueno añadir un poco de fertilizante líquido al agua.
- Poda, la poda en estos casos consiste en reducir su altura aproximadamente a la mitad. Es preciso ir cortando las rosas marchitas lo que ayuda a conseguir mejores floraciones posteriores.

## Algunos ejemplares
Algunas variedades y obtenciones de rosas Patio conseguidas por distintos obtentores.

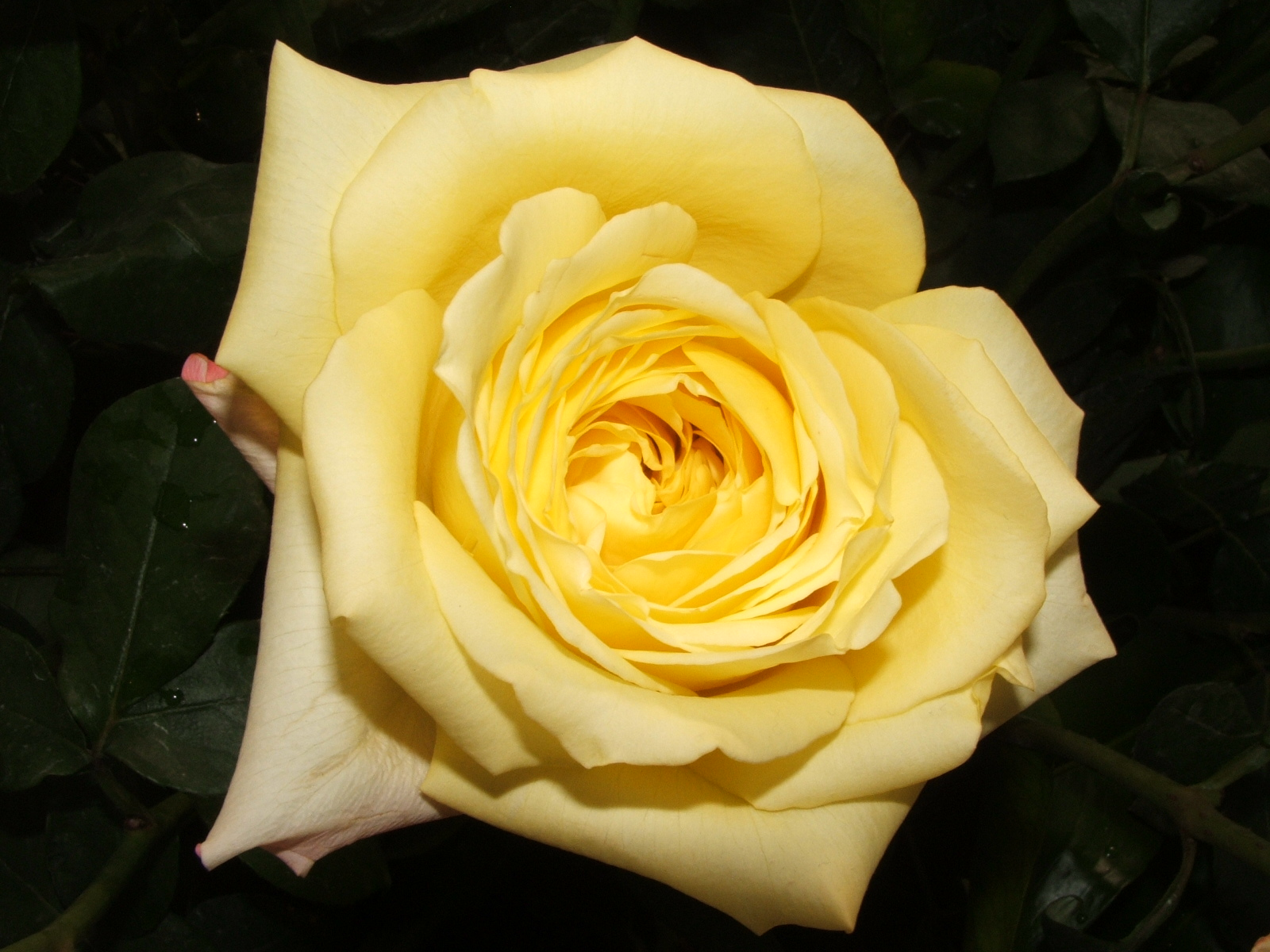
'Marbella', Rosa Eskelund antes de 2006.
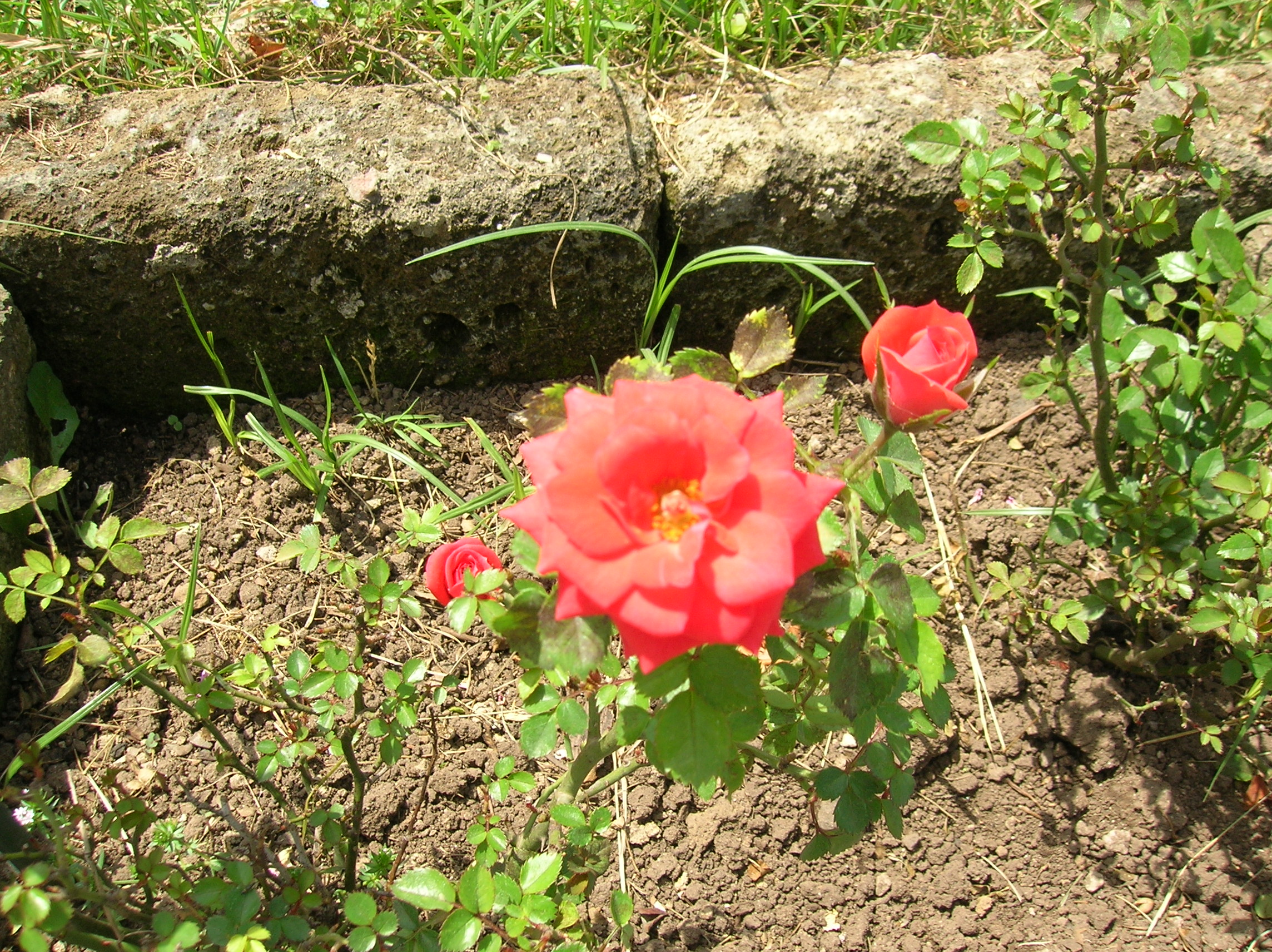
'Shrimp Hit', Poulsen 1991.
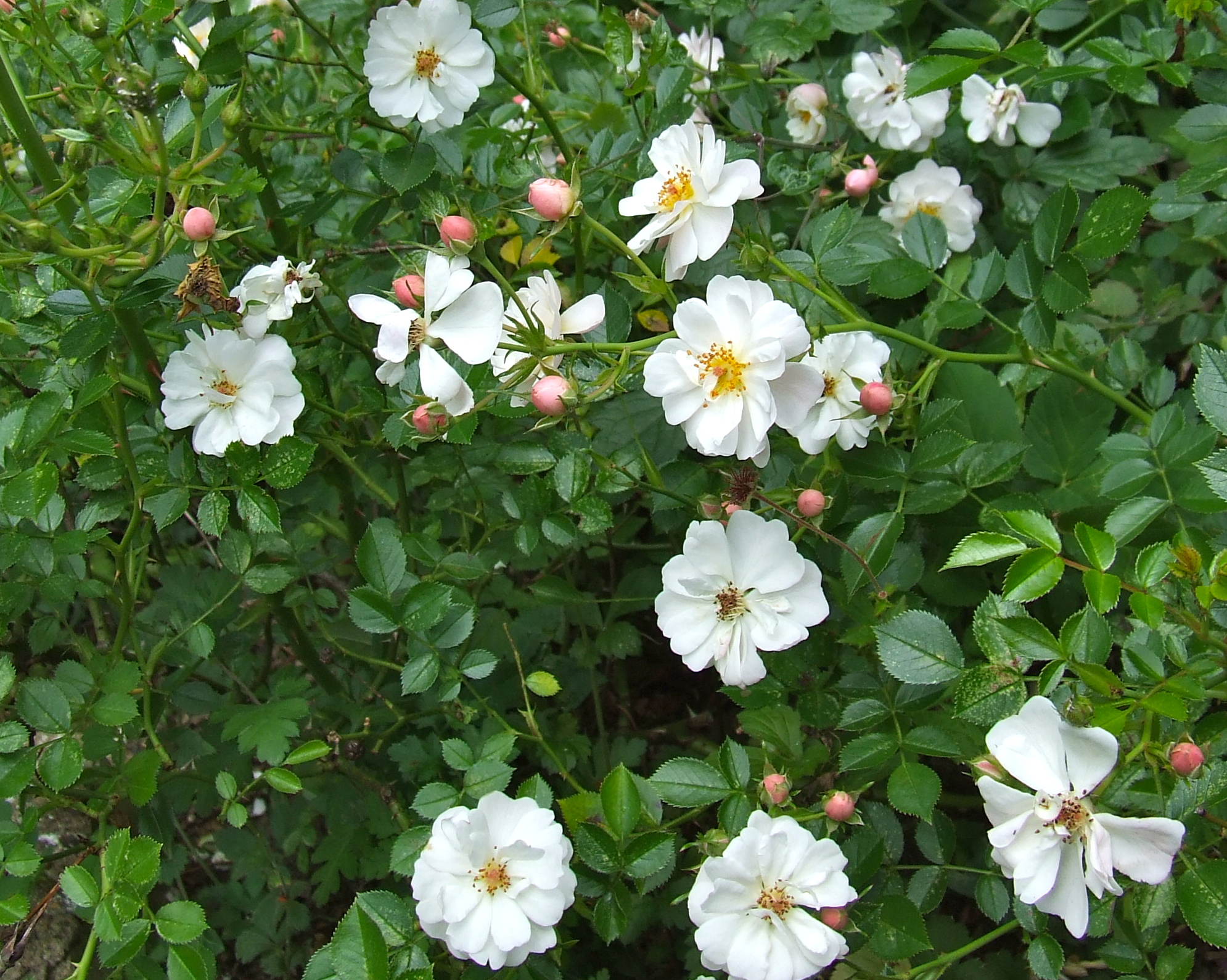
'POULmulti', Poulsen 1992.
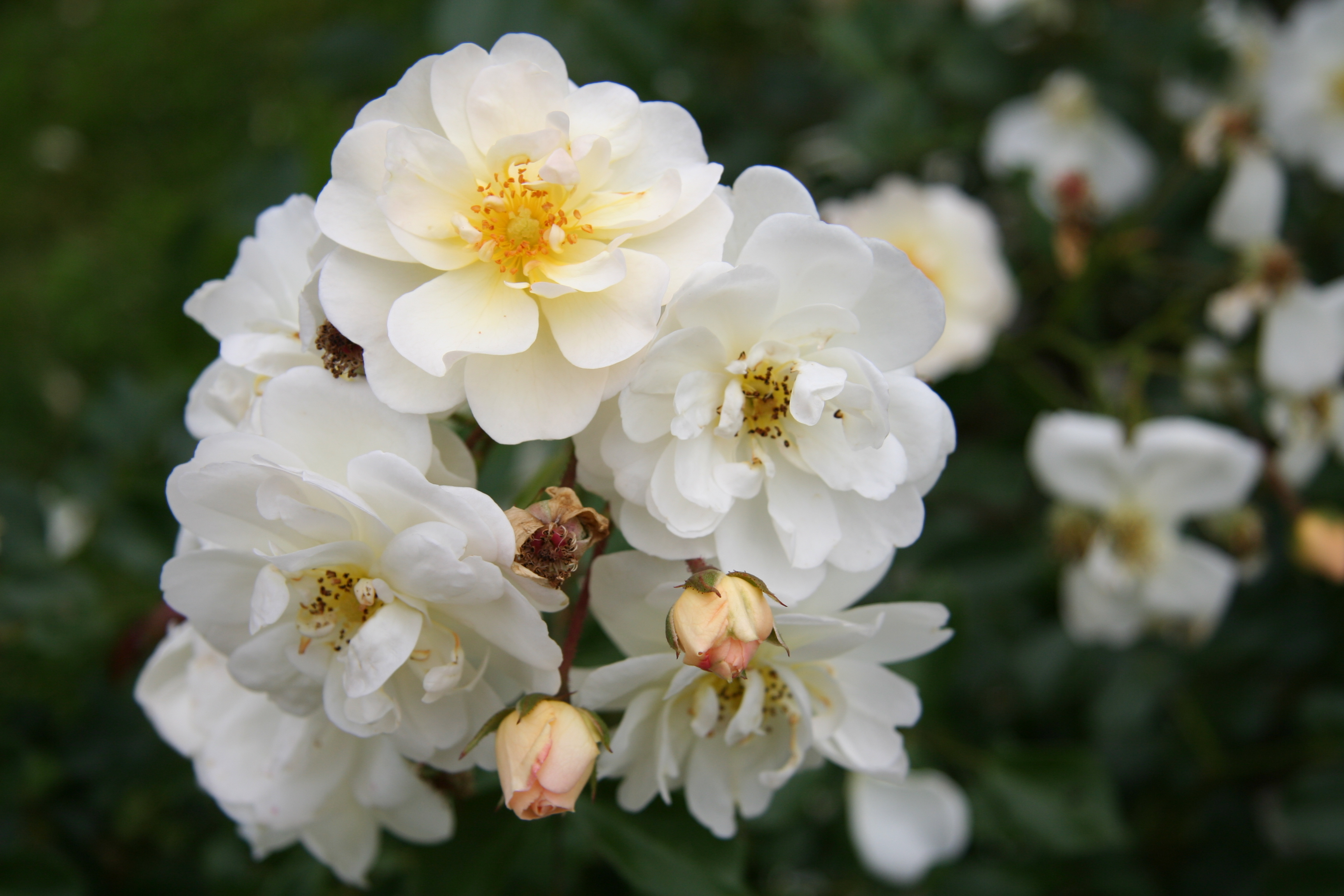
'Magic Blanket',  Tantau 1992.